# Ruta 329 (Costa Rica)
La Ruta 329, oficialmente Ruta Nacional Terciaria 329, es una ruta nacional de Costa Rica ubicada en la provincia de San José.

## Descripción
En la provincia de San José, la ruta atraviesa el cantón de Pérez Zeledón (los distritos de Platanares, Pejibaye).